# قاسم عطا
قاسم عطا عسكري عراقي برتبة فريق (مواليد 15 سبتمبر 1963 في مدينة الكوت، محافظة واسط -) شغل منصب الناطق الرسمي للقائد القوات المسلحة العراقية سابقاً، ثم قائداً لعمليات جهاز المخابرات العراقية حالياً.

## السيرة المهنية
درس عطا في الجامعة التكنولوجية بقسم المدرسين الصناعيين - الهندسة الميكانيكية - في عام 1981. تطوع للدراسة على نفقة وزارة الدفاع العراقية. وكان والده يعمل معلما، وقد تم اعتقاله عد أحداث عام 1963 من قبل ما يسمى بـ«الحرس القومي». وبقي في الاعتقال لمدة ستة أشهر.تدرجه العسكري لم يكن وليد لحظات. فهو وبعد أن تطوع في الجيش ونال شهادة البكالوريوس في هندسة الميكانيك من الجامعة التكنولوجية.
تم اشتراكه في الكلية العسكرية الثانية ومُنحَ رتبة ملازم اول مهندس، وتم تنسيبهُ وفق للاختصاص إلى مديرية المطابع العسكرية الخاصة بالجيش العراقي عام 1986، واستمر بالعمل فيها حتى 21 يونيو 1993 حيثُ نقل إلى منصب مدير المطبعة في جامعة البكر للدراسات العسكرية العليا ولغاية 9 أبريل 2003، وبعد ذلك التحق في صفوف الجيش العراقي الجديد عام 2004 حيثُ عمل مديراً لقسم الاعلام في هيئة الأركان المشتركة، في عام 2006 نقل إلى مكتب القائد العام للقوات المسلحة العراقية بمنصب مدير الاعلام والناطق الرسمي باسم المكتب، في 14 شباط 2007 كُلفَ بمهام الناطق الرسمي لخطة فرض القانون في بغداد بعد اشتراكه بعدة دورات اعلامية متقدمة في واشنطن بالولايات المتحدة الامريكية وفِي لندن بالمملكة المتحدة، وفِي عام 2011 كُلف بمهام الناطق الرسمي لمكتب القائد العام للقوات المسلحة وعمليات بغداد حتى تم نقله بعد ترقيته عام 2012 إلى جهاز المخابرات الوطني العراقي الذي تولى فيه عدة مناصب ابرزها قيادة العمليات ووكالته العملياتية ولمدة خمسة سنوات متتالية

## حاليًا
فِي العام 2016 تم نقلهُ إلى مقر وزارة الدفاع العراقية واستمر بالخدمة حتى الآن، تميزت فترة عمله بالمنجزات المهمة والمؤثرة على الصعيد الاعلامي بسبب علاقاته الطيبة بالأوساط الإعلامية والشخصيات الاجتماعية والسياسية، ويمتلك الفريق عطا كاريزما اعلامية متميزة أضيفت إلى رتبته العسكرية لتكسبه ُ ود واحترام الرأي العام العراقي والعربي والأجنبي، ونتيجة لظهوره الاعلامي المبكر إبان العمليات الارهابية وبزيه العسكري المتميز فقد سُميت باسمه إحدى البدلات العسكرية المتداولة في شارع الخيام وسط العاصمة بغداد ويُطلق عليها حالياً (بدلة قاسم عطا)، ولشخصيته الأنيقة وفصاحته اللغوية واهتمامهُ بنظافة وأناقة البدلات العسكرية التي يرتديها فانه أصبح من الشخصيات المعروفة والمتميزة لدى جميع الأوساط، وتعرض إلى أكثر من (20) محاولة اغتيال